# Hilmar Knorr

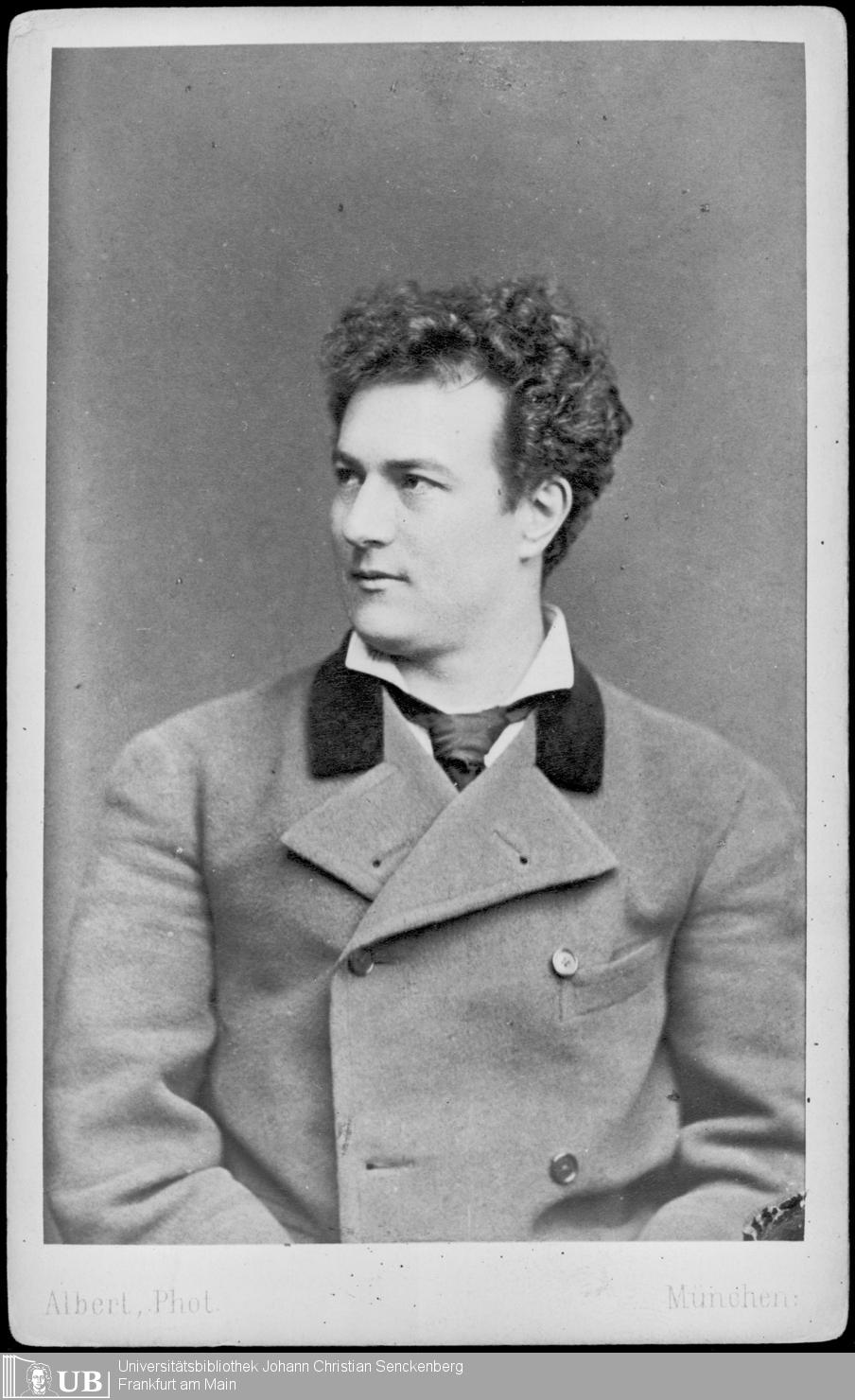
Hilmar Knorr (Foto: J. Albert)

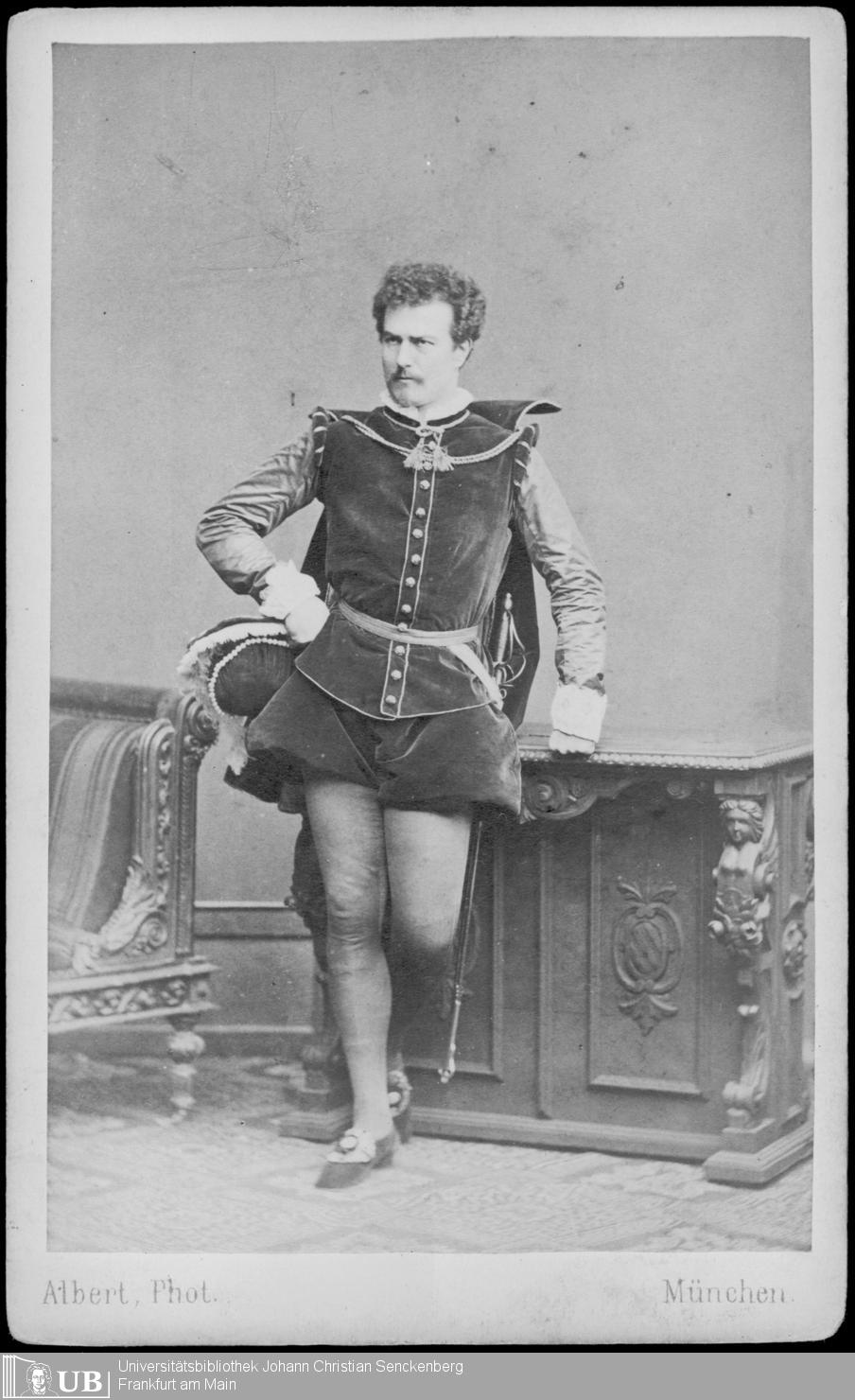
Hilmar Knorr als Fiesco in Die Verschwörung des Fiesco zu Genua (Foto: J. Albert)

Georg Hilmar Knorr (* 21. Januar 1847 in Glauchau; † 1919 in München) war ein deutscher Theaterschauspieler und Theaterdirektor.
Zu Beginn der 1870er Jahre spielte er als „treffliche[r] Liebhaber“ am Stadttheater Breslau. Knorr war von 1875 bis 1885 als königlich-bayrischer Hofschauspieler am Hoftheater München. In der Theatersaison 1887/88 spielte Knorr als Mitglied der Meininger wieder in Breslau, diesmal am Lobetheater. In Schillers Jungfrau von Orleans gab er den Grafen Dunois.
Nachdem das Meininger Theater 1890 seine Reisezeit durch Europa beendet hatte, ging Knorr als Bühnenleiter der sogenannten Pseudo-Meininger mit dem Intendanten Max Schiller in die USA, wo sie mit vier Stücken in neun Städten auftraten, so in New York, Chicago und Milwaukee. Nach schlechter Presse und Handgreiflichkeiten zwischen Schiller und seinem Hauptdarsteller Gustav Kober (1849–1920) warf Schiller Kober sowie die beiden letzten originalen Meininger-Schauspieler, Mathieu Pfeil (1862–1939) und Knorr, aus der Truppe.
Im Jahr 1895 gehörte Knorr zum Ensemble des Großherzoglichen Hoftheaters in Oldenburg. Im selben Jahr nahm er seinen Abschied von der Bühne.
Im Jahr 1915 lebte er als sachsen-altenburgischer Hoftheaterdirektor a. D. als Hauseigentümer (Marienstraße 21) im Dresdner Vorort Radebeul. Er war mit der Altenburgischen Verdienstmedaille für Kunst und Wissenschaft in Gold ausgezeichnet.